# 1077-й зенітний артилерійський полк
1077-й зенітний артилерійський полк — полк зенітної артилерії військ ППО СРСР, який брав участь у Великій Вітчизняній війні і складався майже повністю з дівчат. Командував полком підполковник В. Є. Герман. Здобули популярність дії полку на першому етапі Сталінградської битви.
23 серпня 1942 року три батареї 85-мм гармат полку вступили в нерівний бій з 16-ю танковою дивізією вермахту і були знищені. На німецьких танкістів справив гнітюче враження те що, що розрахунки зенітних гармат складалися цілком із молодих дівчат.

## Історія
Полк був розгорнутий у Сталінградському корпусному районі ППО з урахуванням 85-го окремого зенітного артилерійського дивізіону 1-го формування на початку 1942 року. Переважну частину його особового складу (до 63 %) становили дівчата-добровольці: серед них були як уродженки Сталінграда, які навчалися у школах та училищах або вже закінчили їх, так і мешканки інших міст СРСР. Усього налічувалося 75 дівчат у полку. Середній вік тих, хто служив, становив 18 років. На озброєнні полку були 37-мм зенітні гармати 61-К і 85-мм зенітні гармати 52-К, здатні не лише збивати літаки, а й успішно боротися з танками супротивника. 1077 полку було дано завдання: прикривати від авіанальотів заводську частину Сталінграда.
У складі діючої армії з 10 березня 1942 року по 27 червня 1943 року і з 16 липня 1944 року по 1 серпня 1944 року.
23 серпня 16-та танкова дивізія за підтримки 4-го повітряного флоту, подолавши за день понад 50 км, вийшла до Волги біля північної околиці Сталінграда. У полі зору німецьких танкістів опинився Сталінградський тракторний завод. Його захищали три батареї 85-мм гармат, а саме 37 гармат із розрахунками з дівчат-добровольців. Командував дивізіоном капітан Лука Іванович Даховник. На допомогу дівчатам було відправлено два танки та три бронетрактори, а також батальйон робітничого ополчення. Інші частини 62-ї армії знаходилися за десятки кілометрів від міста і вели бої на лівому березі Дону.
Дівчата не були навчені вести вогонь по танках, проте виходу не було. Танкісти першими відкрили вогонь по гарматах, знищуючи зенітки разом із розрахунком. Але у відповідь радянські зенітниці стали стріляти по танках прямим наведенням. Після кількох безрезультатних атак Вітерсхайм наказав кинути в бій авіацію: винищувачі Me-109 та бомбардувальники Ju-87 атакували з повітря зенітниць, але по літаках намагалися не стріляти, економлячи боєприпаси для стрільби по танках. Німці рушили вперед, у буквальному сенсі давлячи й гармати, і дівчат. Майже повністю були перебиті й робітники з заводу, які вийшли битися.
З 23 по 24 серпня 1942 року загалом зенітники 1077-го полку підбили 83 танки, з них 33 знищено; додатково знищено 15 вантажних транспортних автомобілів, три батальйони піхоти та дві цистерни з пальним, а збито, за різними даними, від 14 до 20 літаків. Але і сам полк втратив усі гармати: далеко не всі зенітниці пережили цю атаку і зуміли врятуватися. Німецькі танкісти були вельми здивовані, виявивши, що розрахунки гармат складалися з юних дівчат 17-18 років.
Після битви командувач 14-го корпусу Густав фон Витерсгайм наказав солдатам закріпитися на позиції.
Втрати полку в результаті боїв 23-24 серпня 1942 точно встановити неможливо. Згідно з донесенням, що зберігається в ЦАМО, начальника 4-го відділу Сталінградського корпусного району ППО № 0143 від 19 січня 1943 року майора Бишевого Д. Ф. безповоротні втрати 1077-го зенітного артполку за період з 23.08.1942 р. по 1942 р. становили 436 осіб (у тому числі — 44 жінки). З нього видно, що протягом 23-24 серпня загинуло 148 військовослужбовців полку (з них 19 жінок) та 14 військовослужбовців 2-го дивізіону 137-го зап (зокрема — 1 жінка). Серед загиблих дівчат переважна кількість (42 з 45) була 1921—1923 років народження і старше.
1077-й зенітний артилерійський полк зробив свій внесок в оборону Сталінграда, сповільнивши просування німців, зірвавши їхні плани щодо захоплення північної частини міста. Одна з вулиць волгоградського мікрорайону Водбуд на честь зенітниць 1077 зенітного артилерійського полку так і називається — «Вулиця Зенітників».
У травні 1945 року полк був включений до 86 дивізії ППО.

## Пам'ять
- На згадку про полк, що воював на території селища Водбуд міста Волгограда, названо вулицю Зенітників.
- У Волгоградському коледжі управління та нових технологій імені Юрія Гагаріна розміщено музей 1077 зенітного артилерійського полку[4]